# 宮崎競馬場

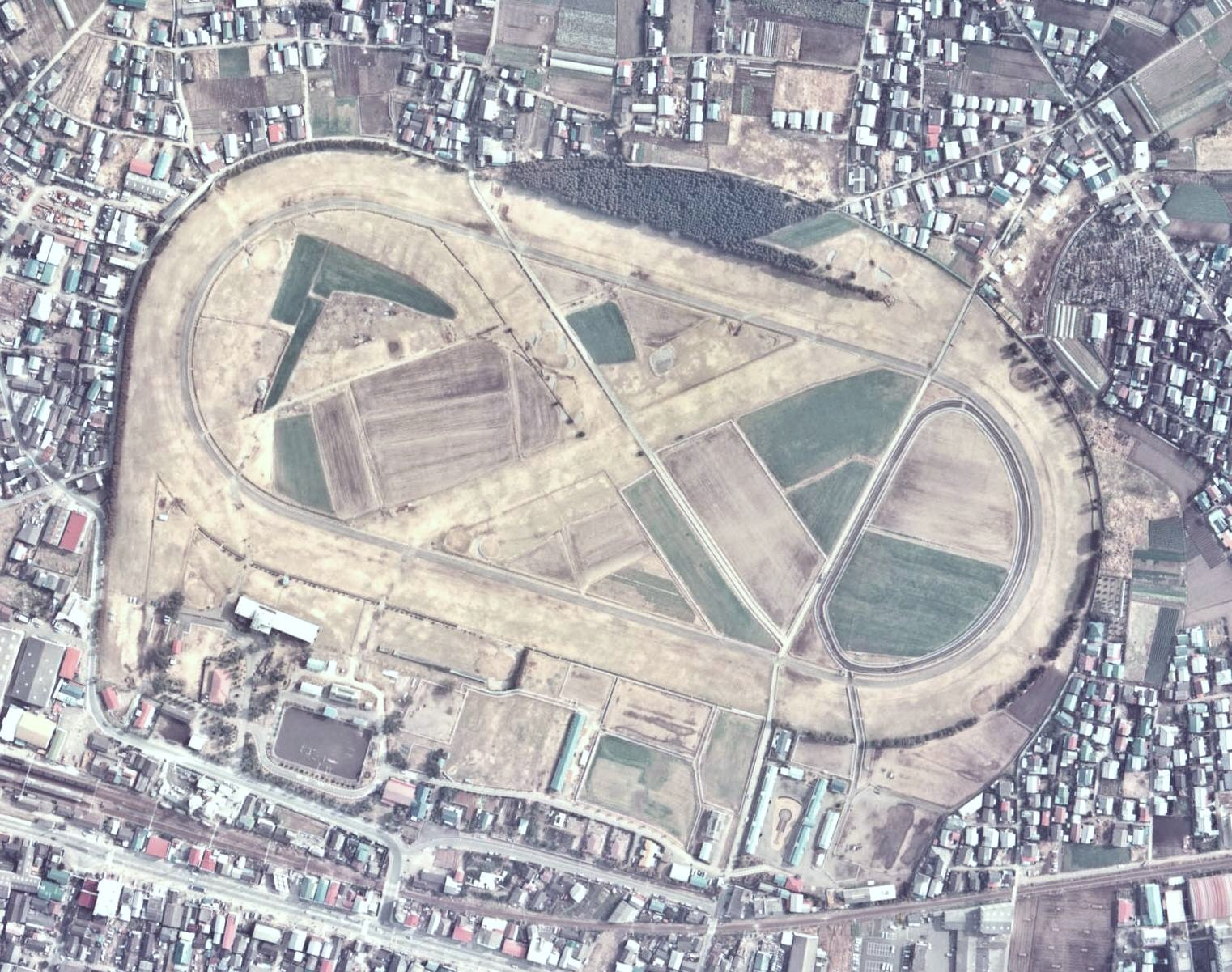
空から見た宮崎競馬場（1974年撮影）

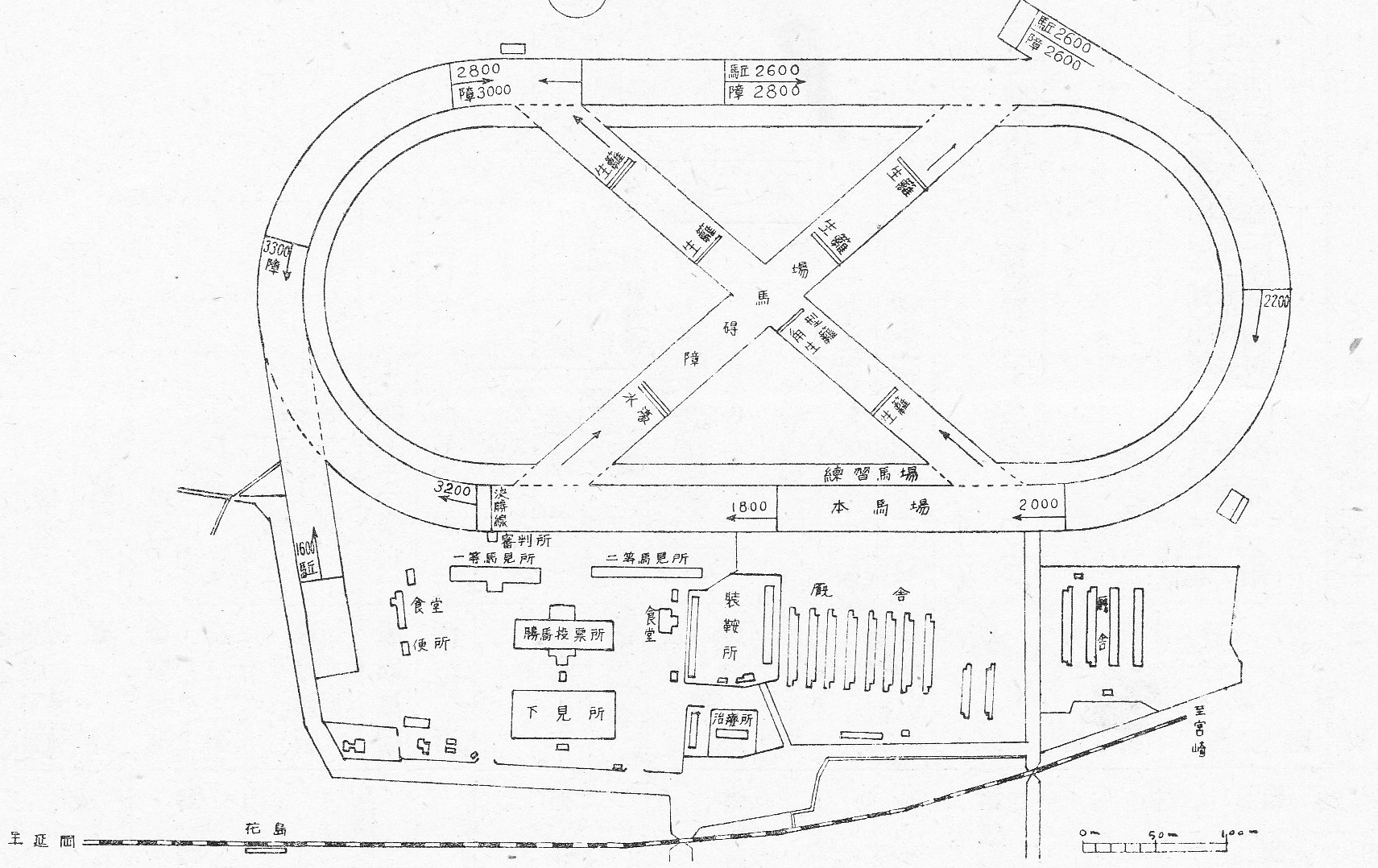
宮崎競馬場

宮崎競馬場（みやざきけいばじょう Miyazaki Racecourse）は、宮崎県宮崎市にかつて存在した競馬場である。現在はJRA宮崎育成牧場（ジェイアールエーみやざきいくせいぼくじょう）として利用されている。
本項ではJRA宮崎育成牧場と併設された会員制場外勝馬投票券発売所「ウインズ宮崎（宮崎育成牧場内）（ウインズみやざき みやざきいくせいぼくじょうない）」、および地方競馬としての宮崎競馬についても記述する。

## 歴史
創設は1907年で、1898年に設立された宮崎競馬会によって、1907年11月16日に初めての競馬が開催された。1周1600mのコースを保有し、1927年に鹿屋競馬場が開場するまでは日本最南端の競馬場だった。1937年に各地の競馬倶楽部を統合して日本競馬会が設立されてからは、春と秋の年2回競馬が開催されたが、
1943年12月12日から12月19日までの開催を以って太平洋戦争の影響により中止された。公認競馬としても戦前・戦中に勝馬投票券を発売する開催は、これが最後となった。
戦後は小倉競馬場の復旧・再開が優先され、その間に日本競馬会は解散し、国営競馬を経て1954年に設立された日本中央競馬会に代わったが、競馬開催は再開されなかった。1948年に制定された（新）競馬法では、同様に戦時中に開催が休止された横浜競馬場とともに、長らく「開催休止中の競馬場」として扱われていたが、1991年に競馬法および日本中央競馬会法の一部が改正された際、宮崎競馬場は「宮崎育成牧場」に改称された。競馬法第2条で「中央競馬の競馬場は、12箇所以内」とされているのは、現在中央競馬が開催されている10か所に加え、宮崎と横浜が含まれていた名残である。なお、競馬法施行規則第1条では、中央競馬を開催する競馬場を「札幌・函館・福島・新潟・中山・東京・中京・京都・阪神・小倉」の10か所に定めている。
競馬開催が再開されなかった宮崎競馬場では1956年から始まった抽籤馬育成事業を行うようになり、「宮崎育成牧場」となってからもJRAが購入した育成馬の調教・訓練の場として使用されている。なお、JRAの育成牧場は宮崎の他に北海道浦河郡浦河町にJRA日高育成牧場がある。
2007年7月28日の小倉競馬場（第10競走）では、宮崎競馬場の創設100年を記念して「宮崎競馬100年記念（3歳以上1600万以下、ダート1700m）」が行われた。

## 施設概要

### ウインズ宮崎
場内のJRAインフォメーションコーナーを改修し、場外勝馬投票券発売所が設置され、当初は「宮崎場外発売所」として2010年2月27日にオープンした。JRAの馬券が買える施設としては最南端にある。施設の規模が小さいこともあり、以前は全国唯一の無料会員制場外馬券売場（利用者登録制）となっていた。基本的に当日に登録してからすぐに利用可能ではあるが、重賞が開催される日には多数の利用者が訪れ、登録に時間が掛かったり入場制限が発生する恐れがあった。2022年4月から12月までは試験的に登録不要で利用可能となっていたが、2023年1月より利用者登録制を解除している。宮崎育成牧場一帯のリニューアル工事に伴い、同年6月10日に場内の新たな場所に改築し、エリアを拡充する形でリニューアルオープンした。新築となったウインズ宮崎は全ての窓口でUMACA投票システムを活用したキャッシュレス投票での運用となる。
- 正式名称：ウインズ宮崎（宮崎育成牧場内） - 2012年1月より
- 窓口数：自動発売機6窓、自動発払兼用機2窓、 受付窓口1窓
- 払戻：原則として、競馬開催日のみ。
- 発売単位：全賭式100円単位

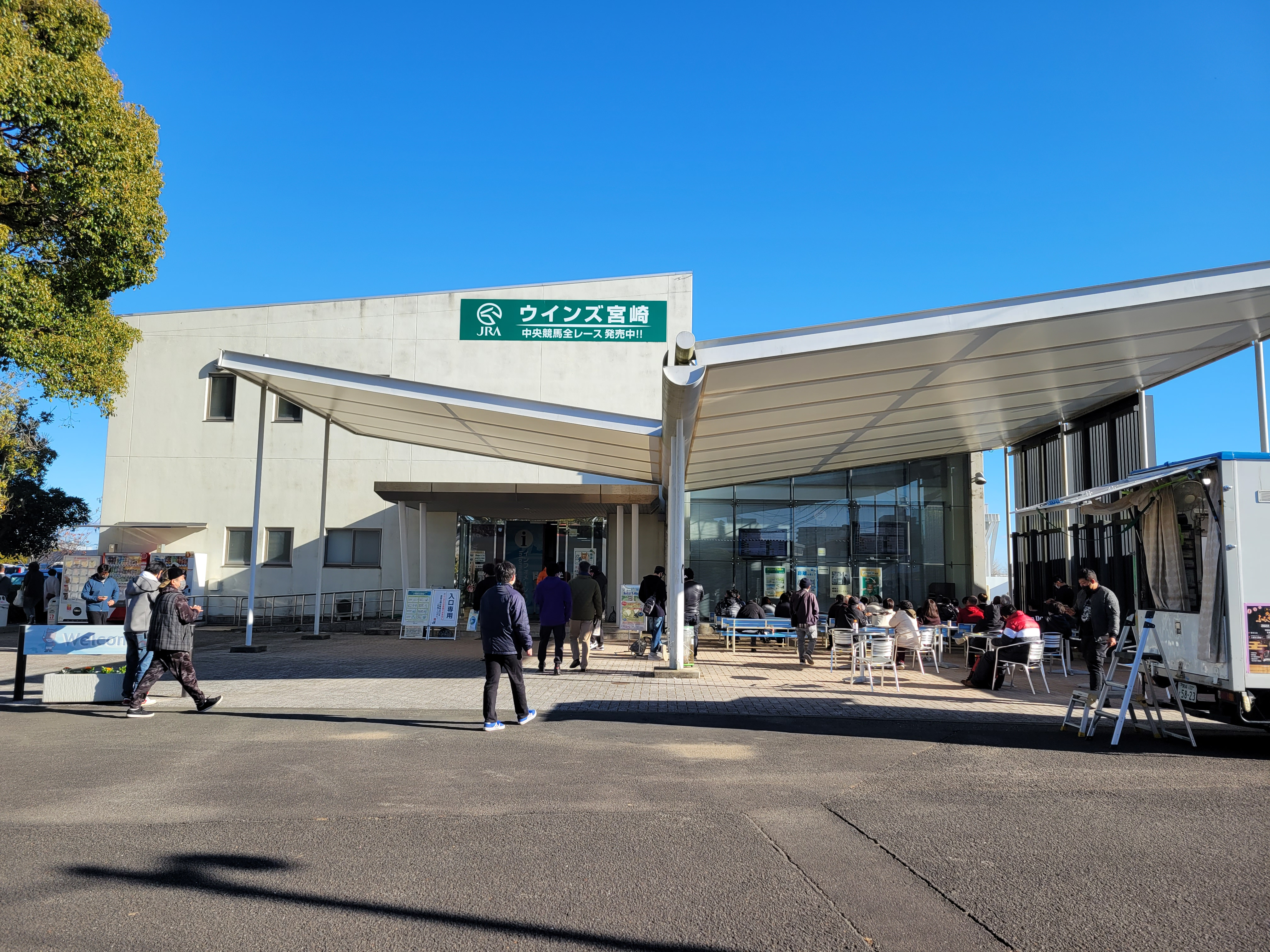
2010年から2023年までの施設（2022年12月撮影）

### JRA宮崎育成牧場
- 育成馬厩舎：20馬房厩舎が2棟あり。ビッグ・ドリーム・ステイブル（Big Dream Stables）という名が付いている。
- 調教馬場 ： 500mダートトラック馬場、1600mダートトラック馬場。発馬機による馴致が行われている。
- 放牧・採草地：7面の放牧地や採草地を所有。そのほか21面の小パドックおよび3面の小放牧地を所有。
- ウォーキングマシン ：1基
- ラウンドペン：ブレーキング（初期馴致）用のラウンドペン4基
- 競走馬診療所

#### 主な育成馬
- タムロチェリー（牝、2001年阪神ジュベナイルフィリーズ、小倉2歳ステークス）
- ユウミロク（牝、1986年オークス2着、1987年カブトヤマ記念）
- ミナミノアカリ（牡、1992年アルゼンチン共和国杯）
- キングデール（牡、1999年サラブレッドチャレンジカップ）
- イシヤクマッハ（牡、2001年グランシャリオカップ）
- ミツルリュウホウ（牡、1998年若草ステークス（OP））
- トラストカンカン（牡、1993年いちょうステークス（OP））
- ヨカヨカ（牝、2021年北九州記念）

宮崎育成牧場の育成馬厩舎入り口には、タムロチェリーのGI勝利記念で「サクランボ（チェリー）」が植樹されており、2022年5月には熊本県産馬初のJRA重賞勝利を記念してヨカヨカの記念碑が建てられている。

### 馬のいる公園
JRA宮崎育成牧場内にはミニチュアホースとハーフリンガーが展示されており、「馬のいる公園」として一般開放されている。園内には、1931年に建設された一等馬見所（スタンド）が長年保存され、一般人が立ち入りできる戦前の競馬場の施設遺構としては、全国唯一（横浜競馬場一等馬見所遺構は立入禁止）のものとなっていたが、2019年秋に解体された。
その他、芝生広場、多目的広場が有り、馬車試乗会や体験乗馬も行われている。 
- 開場時間：9:00 - 17:00（年中無休）

### 角馬場
馬術競技場として、角馬場、芝角馬場が有る。
1979年の国体では、馬術競技の会場となった。

### 地方競馬
宮崎市には前述した宮崎市花ヶ島町大原の他にも競馬場が存在していた。
地方競馬の宮崎競馬場は、戦前は日本競馬会（公認競馬）とは別の宮崎市にあった競馬場で、戦後は中央競馬の競馬場を借用して開催された。
大正時代末期に宮崎県畜産組合が大淀湖畔の和知河原に競馬場を建設し、主に育成馬の競走を行っていた。競馬場はその後檍ヶ原を経て市内下北方町に移転し、1929年4月から宮崎県畜産組合連合会の主催による地方競馬として生まれ変わった。
しかし地方競馬も1939年の軍馬資源保護法により廃止され、1940年から1944年にかけては鍛錬馬競走が行われた。
戦後は日本競馬会の競馬場を借用することとなり、1946年の地方競馬法により同年から1948年まで、また1948年の（新）競馬法により同年から公営競馬となり宮崎県・宮崎市の主催で行われたが、馬資源の枯渇（出走馬不足）のため1963年に廃止されている。

## アクセス
- 最寄駅：日豊本線 宮崎神宮駅 徒歩5分
- 駐車場：約100台